# Бугарски језик
Бугарски језик (буг. български език) један је од јужнословенских језика који је службени језик у Бугарској. Број људи којима је бугарски језик матерњи се процењује на око 6,8 милиона, чији је највећи део настањен на територији Бугарске, а постоје и мање групе у Грчкој, Румунији, Турској, Украјини и Србији. Бугарски језик је најсличнији македонском језику, док се у Бугарској сматра да је македонски језик друга варијанта бугарског језика.
Постоје три књижевне норме у савременом бугарском језику — бугарска, македонска и банатска (тзв. банатски бугарски).

## Историја
Историја бугарског језика може се поделити на неколико етапа:
1. Класични стари бугарски, тзв. старославенски језик, с краја 9. до краја 12. века
2. Средњобугарски језик
3. Новобугарски језик

## Новобугарски књижевни језик
Новобугарски књижевни језик створен је на основу североисточног дијалекта, којему по рођењу припадају главни представници бугарске књижевности 19 века (Љубен Каравелов, Христо Ботев, Иван Вазов, Петко Славејков), али на обликовање савременог књижевног језика у знатној су мери утицали и западни говори (Кузман Шапкарев, Рајко Жинзифов, Димитар Миладинов. Поткрај 19. века појављује се и бугарска славистика (Љубомир Милетић, Бењо Цонев, Александар Теодоров-Балан). Правопис, који се развијао на основу црквенословенске традиције, био је више пута реформисан. Последња реформа од 1945. уклонила је из писма јерове и јонс (ѫ [ɔ̃]), а некадашњи старословенски јат (ѣ) разлучила према изговору на источне бугарске говоре (јакавица) и западне бугарске говоре (екавица) (видети: Јатова граница).

## Однос са македонским
Све до периода непосредно након Другог светског рата, сви бугарски и већина страних лингвиста су говорили о јужнословенском дијалектском континуитету који је обухватао подручје садашње Бугарске, Северне Македоније и делове Северне Грчке као групи бугарских дијалеката. Насупрот томе, српски извори су их означавали као „јужносрпске” дијалекте. Неке локалне конвенције именовања укључују bolgárski, bugárski и тако даље. Кодификатори стандардног бугарског језика, међутим, нису желели да дају никакве могућности за плурицентрични „бугаро-македонски” компромис. Године 1870. Марин Дринов, који је имао пресудну улогу у стандардизацији бугарског језика, одбацио је предлог Партенија Зографског и Кузмана Шапкарева за мешовити источни и западно бугарски/македонски темељ стандардног бугарског језика, наводећи у свом чланку у новинама Македонија: „Такво вештачко склапање писаног језика је нешто немогуће, недостижно и нечувено.”